# 馬山港第1埠頭線
馬山港第1埠頭線（：／ Masanhang Jeil Budu seon */?）或称马山临港线，是位于韩国庆尚南道昌原市的一条已废弃的铁路，线路自马山站起始，至马山港站终止。在2011年2月停驶，2012年开始逐步拆除。

## 路线资料
- 路线距离：8.6km
- 轨间距离：1435mm
- 车站数：4
- 复线区间：全线单线
- 电化区间：无

## 历史
- 1905年9月20日：线路开通。
- 2012年1月26日：线路废止。

## 车站分布
| 车站名   | 朝鲜语站名 | 车站间距（km） | 累计距离（km） | 连接路线 |
| 马山站   | 마산역     | 0.0            | 0.0            | 庆全线   |
| 校原站   | 교원역     | 3.2            | 3.2            |          |
| 新马山站 | 신마산역   |                |                |          |
| 马山港站 | 마산항역   |                | 8.6            |          |